# Warren G
Warren G, pseudonimo di Warren Griffin III (Long Beach, 10 novembre 1970), è un rapper, beatmaker e produttore discografico statunitense.
Il suo più importante singolo è Regulate con Nate Dogg uscito nel 1994.

## Biografia
Prima che nascesse i suoi genitori si trasferirono in California. Il suo fratellastro Andre Young, meglio conosciuto come Dr. Dre, militava nel gruppo rap World Class Wreckin' Cru, a cui Warren G si ispira per i suoi primi rap. 
Insieme a Snoop Doggy Dogg e Nate Dogg forma il gruppo 213 (prefisso di Long Beach, città dove i tre vivono).
Partecipa a due album di debutto: The Chronic (di Dr. Dre) e Doggystyle (di Snoop Doggy Dogg), per poi collaborare con Mista Grimm a Indo Smoke e con Tupac Shakur in Thug Life nel brano How Long Will They Mourn Me del 1994.
Debutta per l'etichetta Griffin con il nome di Warren G, il primo singolo solista è Regulate, con Nate Dogg, il suo album si intitola Regulate... G-Funk Era, pubblicato da Violator e Def Jam nel 1994. L'album vende 3 milioni di copie.  Dopo un tour promozionale con Heavy D e R. Kelly, Warren si dedica alla produzione dell'album di debutto dei Da Twinz.
Nel 1996 pubblica il singolo What's Love Got To Do With It, tratto dalla colonna sonora della pellicola Super Cop, che riscuote un grande successo. Nel 1997 esce Take A Look Over Your Shoulder, con il singolo I Shot The Sheriff originale  di Bob Marley.
Nello stesso anno esce il singolo Prince Igor, traccia contenuta nel disco The Rapsody Overture. Per la realizzazione di questo singolo Warren G ha collaborato con la cantante norvegese Sissel Kyrkjebø: la traccia presenta una campionatura dell'opera lirica omonima del compositore russo Aleksandr Porfirjevič Borodin, e la stessa Sissel canta in russo il ritornello che caratterizza il pezzo.  Nel 1999 esce I Want It All, accompagnato dall'omonimo singolo e dal club anthem Game Don't Wait.
Nel 2004 Warren si riunisce con Snoop Dogg e Nate Dogg e ri-costituisce la 213. Dopo I'm Fly, esce un loro album: The Hard Way, con i singoli Groupie Luv e Twist Ya Body.
Warren G ha partecipato ad alcune pellicole come attore cinematografico: The Show nel 1995, Il Mago Di Oz nel 1998 e Speedway Junky nel 1999.
Nel 2011 dedica una canzone al suo amico e collega scomparso ovvero Nate Dogg, la canzone è una collaborazione con Latoya Williams dove quest'ultima canta nel ritornello, il brano è intitolato This is dedicated to you
Nel 2020 ritorna dopo anni di assenza musicale col singolo And You Know That assieme a Ty Dolla $ign.

## Discografia

### Album
- Regulate...G Funk Era (1994)
- Take a Look Over Your Shoulder (1997)
- I Want It All (1999)
- The Return of the Regulator (2001)
- In the Mid-Nite Hour (2005)
- The G Files (2009)